# Підводний крейсер

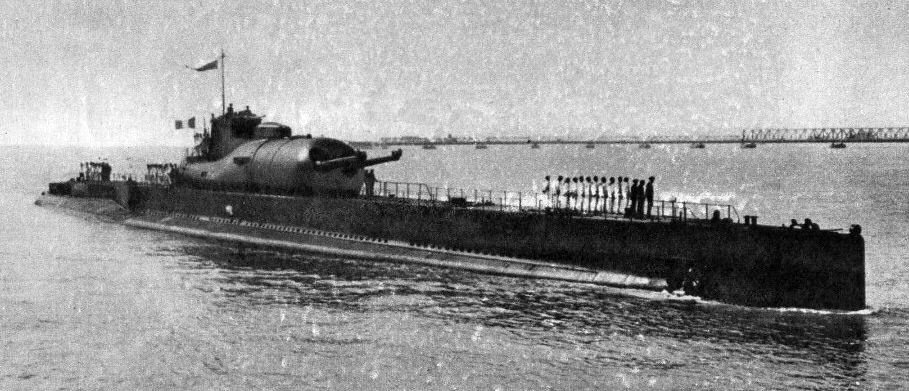
«Сюркуф» — підводний крейсер з найбільшими гарматами

Підводний крейсер — це підводний човен великих розмірів, призначений для дій у морі впродовж тривалого часу та на великій відстані від своїх баз. Термін використовується для субмарин першої половини 20-го століття.  Підводні крейсери успішно застосовувались Німеччиною на завершальних етапах Першої світової війни. Водночас використання таких підводних човнів було менш успішними у порівнянні з підводними човнами менших розмірів під час Другої світової війни. Великі підводні човни  надто повільно занурювались у випадку появи ворожих літаків, легше виявлялися гідролокаторами, а також менш ефективно маневрували, коли їх атакували глибинними бомбами. Такі човни часто оснащувалися гарматами головного калібру, аналогічних гарматам легких крейсерів, а на французькому підводному крейсері Surcouf встановили навіть пару 203 міліметрових гармат, які, відповідно до Вашингтонської морської угоди 1922 року, були максимальним калібром, дозволеним для встановлення на важких крейсерах.
Словосполучення «підводний крейсер» застосовувалось військово-морськими силами СРСР, а також застосовується у Російській Федерації у офіційній класифікації атомних підводних човнів: «Тяжёлый ракетный подводный крейсер стратегического назначения (ТРПКСН)» та «Раке́тный подво́дный кре́йсер стратеги́ческого назначе́ния (РПКСН)» використовуються для позначення атомних підводних човнів з балістичними ракетами. Іноді також вживається термін АПРК (атомный подводный ракетный крейсер) — для позначення атомних підводних човнів з крилатими ракетами.